# Samostan Studenica
Samostán Studênica (srbsko Манастир Студеница) je samostan Srbske pravoslavne cerkve, ki izvira iz 12. stoletja, in ki se nahaja 39 km jugozahodno od Kraljeva in 40,9 kilometrov vzhodno od Ivanjice, na področju osrednje Srbije. Je eden največjih in najbogatejših samostanov Srbske pravoslavne cerkve. 

## Zgodovina
Studenico je okrog leta 1183 oziroma 1190 ustanovil srbski veliki župan Štefan Nemanja. Že konec 12. stoletja je bila kot darilo Štefana Nemanje postavljena Cerkev Matere Božje Čudodelne. Ko se je Nemanja skupaj z ženo pomenišil, sta prebivala v samostanu Studenica. Kasneje je Nemanja bival na sveti gori Atos, kjer je bil najprej pokopan, v Studenici je imel le pripravljeno grobnico. Iz Nemanjinih  relikvij naj bi priteklo dišeče olje, znamenje svetosti, zato so Srbi dosegli, da so njegove posmrtne ostanke že kmalu prenesli v Studenico, kjer naj bi se prav tako pojavila znamenja svetosti. Tako se je v Studenici pričel oblikovati kult svetega Simeona (kar je bilo meniško ime Štefana Nemanje), kar je močno vplivalo na srbsko zgodovino. Temu čaščenju se je kmalu pridružilo še čaščenje Sv. Save, ki je prav tako deloval tudi v Studenici.
Samostan je postal poznan tudi po številnih freskah iz 13. in 14. stoletja, ki so tedaj sodile v vrh umetnosti pravoslavnega sveta. V samostanu je med letoma 1207 in 1216 za kratek čas delovala bolnišnica, ki se je opirala na bizantinsko medicinsko izročilo. V samostanu Studenica so se razvili tudi začetki srbske književnosti.
Zaradi turških prodorov so bile številne cerkve v samostanu poškodovane. Studenica je sicer eden redkih srbskih samostanov, ki mu je uspelo skriti svojo zakladnico, vendar je bil samostan v vojni med Turčijo in Avstrijo vseeno močno izropan. V času srbskega osamosvajanja je bila Studenica kar dvakrat požgana (1805 in 1813), nato pa so Srbi pričeli popravljati in vzdrževati samostan. Srbija je samostan Studenica leta 1979 razglasila za kulturni spomenik, leta 1986 pa je Studenico na svoj seznam kulturne dediščine uvrstil tudi UNESCO.

## Arhitektura
Samostan Studenica je obdan z dokaj ohranjenim ovalnim obrambnim zidovjem s stolpi.
V njem osrednje mesto zavzema Cerkev Matere božje Čudodelne. Konec 12. stoletja jo je kot daritev Cerkvi dal zgraditi Štefan Nemanja, cerkev pa je bila hkrati tudi njegova grobnica. Nastanek studeniške cerkve, v kateri se mešajo elementi bizantinskega in romanskega sloga, pomeni rojstvo raškega stila arhitekture. Osnova raškega stila je enoladijska obokana stavba, izrazito bizantinska pa ostaja kupola z značilnim dvanajst-kotnim bobnom.
Romanski element pri osrednji studeniški cerkvi npr. zasledimo pri tridelnem oknu (trifori) središčne apside cerkve v Studenici. Nadalje so bili v romanskem slogu grajeni portali. Prisotnost romanskih elementov verjetno kaže na to, da so arhitekti prihajali iz zahoda, iz področja raškega primorja. Pomembna stavba v samostanu je Kraljeva cerkev, ki jo je leta 1314 dal zgraditi kralj Milutin Uroš, in ki je posvečena Sv. Joahimu in Ani.

## Umetnost
V Studenici je nastalo delo »Studeniški tipikon«, ki ga je tamkaj spisal Sveti Sava, poleg njega pa tudi druga literarna dela.
Cerkev Matere božje Čudodelne je že sama po sebi prava mojstrovina, grajena iz marmorja. V arhitekturnem okrasju te cerkve se skriva bogata simbolika. Tridelno okno na vzhodu je npr. obdano z okrasjem, ki na desni strani simbolizira prihod Nebeškega kraljestva, na levi strani pa tiste, ki so duhovno padli. Točno na drugi strani se nahaja portal, kjer je prikazano Kristusovo utelešenje.
Samostan Studenica je bogat tudi s freskami. Cerkev Device Marije je bila poslikana že v prvem desetletju 13. stoletja. Najveličastnejše so tiste upodobitve v tej cerkvi, ki kažejo Kristusovo razpelo in so bile naslikane okrog  leta  1208 ali 1209 na modrem ozadju, lahko jih štejemo za enega od vrhuncev srbske umetnosti. Omeniti velja, da po tehnični izvedbi in estetski vrednosti srbske freske iz 13. in 14 stoletja prekašajo vse druge, ki so bile tedaj ustvarjene v ostalem pravoslavnem svetu. Najpomembnejše freske v samostanu se sicer nahajajo v Kraljevi cerkvi, ki jo je dal zgraditi kralj Štefan Uroš II. Milutin leta 1314. V tej cerkvi se nahaja freska »Praznik Marijinega vpeljevanja«, ki velja za eno najboljših fresk stare srbske umetnosti. Freske v Kraljevi cerkvi so ustvarjene v premišljenem zaporedju z bogato krščansko simboliko.

## Grobnice
- Štefan Nemanja